# Acacia venulosa
Acacia venulosa är en ärtväxtart som beskrevs av George Bentham. Acacia venulosa ingår i släktet akacior, och familjen ärtväxter. Inga underarter finns listade i Catalogue of Life.